# Five by Five
Five By Five —en español: Cinco por Cinco— es el segundo EP de la banda de rock británico The Rolling Stones, publicado en 1964. 

## Grabación y lanzamiento
Capturado en el mes de junio, durante las grabaciones en Chess Studios de Chicago, Five By Five (cinco músicos por cinco canciones) apareció en el Reino Unido en agosto de 1964, tiempo después del lanzamiento de The Rolling Stones. Mick Jagger y Keith Richards continúan perfeccionándose como compositores, y solo "Empty Heart" y "2120 South Michigan Avenue" están acreditadas para Nanker Phelge, un pseudónimo usado por la dupla para mostrar sus composiciones. El resto del álbum son canciones de sus artistas de R&B favoritos. Este Ep fue producido por Andrew Loog Oldham.
Five By Five alcanzó el lugar #7 en el UK Singles Chart, mientras que sus cinco canciones serían la base para el segundo álbum de los Stones en América, 12 x 5, publicado tiempo después. No disponible durante décadas, Five By Five fue finalmente reeditado en formato CD el año 2004, dentro del box-set Singles 1963–1965 publicado por ABKCO Records.

## Lista de canciones
| Lado uno |                                                  |          |  |
| N.º      | Título                                           | Duración |  |
| 1.       | «If You Need Me» (Wilson Pickett/Robert Bateman) | 2:03     |  |
| 2.       | «Empty Heart» (Nanker Phelge)                    | 2:37     |  |
| 3.       | «2120 South Michigan Avenue» (Nanker Phelge)     | 2:07     |  |

| Lado dos |                                                   |          |  |
| N.º      | Título                                            | Duración |  |
| 4.       | «Confessin' the Blues» (Jay McShann/Walter Brown) | 2:48     |  |
| 5.       | «Around and Around» (Chuck Berry)                 | 3:05     |  |

Nota: La grabación completa de "2120 South Michigan Avenue" se escucha en la remasterización de 12 x 5, ya que en el EP no alcanzó para la versión completa.

## Personal

### The Rolling Stones
- Mick Jagger – voz
- Brian Jones – guitarra y Armónica, órgano en "If You Need Me"
- Keith Richards – guitarra y coros
- Charlie Watts – batería
- Bill Wyman – bajo

### Personal adicional
- Ian Stewart – órgano y piano

## Versiones
- Una versión de la canción "Empty Heart" fue grabada por la banda MC5.[1]